# آپاگادو
آپاگادو (به اسپانیایی: Apagado) یک کوه در شیلی است که در Palena Province واقع شده‌است. آپاگادو ۱٬۲۱۰ متر بالاتر از سطح دریا واقع شده‌است.